# 負維空間
在拓樸學中，負維空間是將一般的空間維度向負整數的拓展，表示一個維度比零維空間還要低的空間。例如在抽象理論中，以負一維空間來表示維度比零維還小的空多胞形。除了負一維，當然也能有負二、負三甚至更低的維，而維度在此就不能解釋為是數學中獨立參數的數目，而是拓樸空間維度於負數的推廣。

## 定義
假設Mt0是t0郝斯多夫維數的紧空间且是互相嵌入的緊空間元素並令參數t為零到無限（0 < t < ∞）。若緊空間中構成這些元素都是t ≥ t0時，這個尺度就能視為與Mt0等價。這時就可以說紧空间Mt0是這個尺度等價集合的洞，而−t0是對應的等價類的負數維度。

## 歷史
1940年代時，拓撲結構科學已有相當程度的發展，對於正維度拓樸空間基本理論的研究也十分完備。在數值計算和一定程度美學的動機下，拓樸學家開始尋找能擴展空間概念、允許負數維度的數學框架。但這樣的維度就像四維和更高的維度難以想像也無法直接觀察。直到1960年代時才建構了一個特殊的拓樸框架，即拓樸譜學的範疇。拓樸譜學是允許負維空間的一般化。負維空間的概念已經有實際用途了，如分析語言統計學。

## 延伸閱讀
- Maslov, V.P. . Mathematical Notes. November 2006, 80 (5-6): 806–813  [30 June 2015]. doi:10.1007/s11006-006-0203-7. （原始内容存档于2019-11-30）.